# Schlacht von Amoy
Kowloon – 1. Chuenpi – 1. Chusan – Damm – 2. Chuenpi – Humen – First Bar Island – Whampoa Island – Broadway – 1. Kanton – 2. Kanton – Sanyuanli – Amoy – 2. Chusan – Zhenhai – Ningbo – Ciqi – Zhapu – Wusong – Zhenjiang – Nerbudda
Die Schlacht von Amoy oder auch Schlacht von Xiamen fand während des Ersten Opiumkrieges am 26./27. August 1841 statt. Im Verlauf der Schlacht eroberte das britische Expeditionskorps unter Henry Pottinger die südchinesische Küstenstadt Xiamen gegen den Widerstand der chinesischen Verteidiger unter dem Befehl des Generalgouverneurs von Fujian und Zhejiang Yan Botao.

## Hintergrund
Nach den militärischen Niederlagen gegen das Expeditionskorps in Guangdong im Frühjahr und Sommer 1840 hatte der Kaiserliche Beauftragte Yishan einen Modus Vivendi mit den Briten gefunden, der de facto einer Kapitulation der Provinz gleichkam. Er schilderte sein Handeln gegenüber Kaiser Daoguang als Friedensschluss, der den Krieg beendet hätte. Der von Daoguang 1840 ernannte neue Gouverneur von Fujian und Zhejian Yan Botao schenkte Yishans Schilderungen keinen Glauben und machte die militärische Vorbereitung auf eine britische Invasion zu seiner Hauptaufgabe. Dafür verlegte er seinen Gouverneurssitz von Hangzhou nach Xiamen, da er die Stadt als ehemals dem Außenhandel offenen Hafen für besonders gefährdet erachtete.
Die Stadt war vor dem Opiumkrieg praktisch unbefestigt gewesen. Zur Verteidigung verfügte sie über drei Artilleriebatterien mit je 25–30 Soldaten, welche an der Süd-, Nordwest und Südostküste der Insel, auf der sich die Stadt befand, standen. Nachdem die Stadt in der Anfangszeit des Krieges Ziel eines britischen Angriffes gewesen war, verstärkte der damalige Generalgouverneur Deng Tingzhen die Verteidigung der Stadt auf rund 268 Kanonen, 1600 Soldaten und 1300 Yong-Milizionäre. Die neuen Geschütze ließ er aus Zeitgründen in Sandsackbunkern unterbringen. Yan ersetzte die improvisierten Befestigungen durch eine Steinmauer aus vor Ort abgebautem Granit. Der Wall war 1,6 Kilometer lang, 3,3 Meter hoch und 2,6 Meter tief. Alle 16 Meter war eine der insgesamt 100 Kanonen vorgesehen. Die steinerne Bausubstanz wurde nach Abschluss der Bauarbeiten durch eine Erdschanze verstärkt. Als Besatzung des Walls dienten 1400 Soldaten. Die darüber hinaus vorhandenen Artilleriebatterien konzentrierte Yan mit dem Fokus auf den südlichen Hafeneingang der Stadt. In den sechs Monaten, die Yan zur Vorbereitung der Schlacht blieben, vermehrte sich die Stärke des Qing-Militärs in Xiamen auf 5680 Soldaten, 9279 Yong mit 400 Kanonen und 50 Schiffen. Die Schiffe wurden teils neu gebaut, teils von Händlern requiriert. Ebenso hob Yan gegen den Widerstand der Bürokratie in der Hauptstadt die Sold- und Verpflegungssätze der Soldaten an. Die Militärausgaben der Provinz Fujian, die mehrheitlichst nach Xiamen flossen, betrugen bis zur Schlacht 1,5 Millionen Tael Silber.
Die britische Expeditionsflotte umfasste zehn Kriegsschiffe mit 310 Kanonen. Sie führte rund 2500 Heeressoldaten auf 22 Transportfahrzeugen, welche teilweise dampfgetrieben waren, mit sich.

## Verlauf

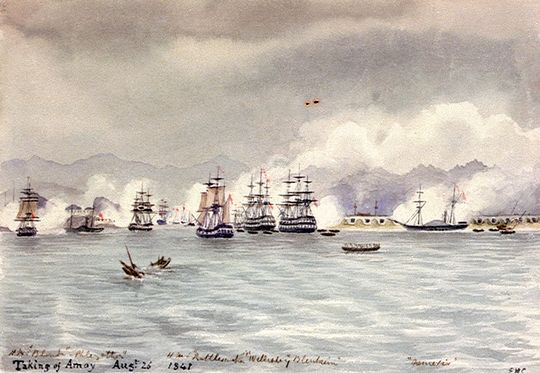
Beschießung der Verteidigungsanlagen unter anderem durch HMS Wellesley und HMS Blenheim (beide jeweils 72 Kanonen), HMS Druid (44), HMS Blonde (44).

Am 25. August 1841 erreichte Pottingers Flottenverband Xiamen. Am Folgetag fuhr der Konvoi unter Führung der HMS Blonde (44 Kanonen) durch die Inselkette vor der Stadt auf Xiamen zu. Yan Botao ließ via einem Händler nach den Absichten der Briten fragen. Pottinger forderte die Kapitulation der Stadt, was Yan ablehnte. Währenddessen nahmen Pottinger, der Heeresoffizier Hugh Gough und der Marineoffizier William Parker die Verteidigungsanlagen in Augenschein und erstellten einen Schlachtplan. Im Tagesverlauf gingen die britischen Kriegsschiffe in zwei Gruppen gegen das Zentrum und das Ostende des Walles vor und eröffneten aus sicherer Entfernung das Feuer. Um 15:45 Uhr eröffneten die Briten die Kampfhandlungen zu Lande, als sie ihre Heeressoldaten an der Ostseite des Walls an Land brachten. Die britischen Bodentruppen konnten den Wall binnen 15 Minuten unter ihre Kontrolle bringen. Auf Seiten des Qing-Militärs brach Panik aus, und die Soldaten ergriffen die Flucht.
Die Briten zogen sich zur Nacht auf eine Anhöhe nördlich der Stadt zurück. Am 27. August rückten sie in die Stadt selbst ein und stellten fest, dass die chinesischen Verteidiger in der Nacht geflohen waren.

## Folgen
Die britische Seite verzeichnete einen Toten und 16 Verwundete. Das kaiserliche Militär berichtete von 321 Verlusten, darunter ein Regionalkommandeur und sieben weitere Offiziere.
Die Briten räumten die Stadt kurz nach der Eroberung und ließen auf Befehl Pottingers drei Schiffe und 550 Soldaten auf der Gulangyu-Insel zurück, von der aus sich der Seezugang nach Xiamen kontrollieren ließ. Für Pottinger war Xiamen eine Etappe auf dem Weg zum eigentlichen Ziel, der Insel Zhoushan, die sich bereits in britischer Hand befunden hatte.